# Платан кленолистный
Плата́н клёноли́стный, или гибри́дный (лат. Platanus ×hispanica, также Platanus ×acerifolia, Platanus ×hybrida) — вид цветковых растений из рода Платан (Platanus) семейства Платановые (Platanaceae).
Появился около 1640 года, возможно в Англии, от случайного или преднамеренного скрещивания западного (Platanus occidentalis) и восточного платанов (Platanus orientalis). В течение XVIII века чрезвычайно быстро распространился в культуре, почти вытеснив оба родительских вида.
|                     |
|                     |
|                     |
| Лист, плод и семена |

## Распространение и экология
В природе данный вид не встречается. Культивируется в Европе (от юга Шотландии по побережью Северного моря до Калининграда и далее на Минск и Ростов-на-Дону) и Северной Америке. В Швейцарии поднимается в горы до 800 м над уровнем моря.
Превосходит по выносливости, морозостойкости, быстроте роста, легкости размножения оба родительских вида. Хорошо размножается семенами, вызревающих даже в условиях Британских островов. Весьма вынослив в задымленном и пыльном воздухе больших городов. Выносит без ущерба довольно суровые зимы.
Очень хорошо размножается черенками и отводками — это наиболее простой и распространённый способ размножения этого платана. Укореняется и растёт очень быстро. При размножении семенами потомство получается очень неоднородное: сеянцы в различной степени приближаются к одному из родительских видов или представляют новые формы. Возможно, что пёстролистные и пирамидальные формы возникли именно этим путём.

## Ботаническое описание
Крупное дерево высотой до 40 м с прямым высоким стволом и довольно широкой раскидистой кроной с повисающими нижними ветвями. Кора на стволе отделяется крупными пластинками.
Листья длиной 15—17 см, шириной 18—20 см, на сильных побегах иногда длиной до 20 см при ширине до 25 см, чаще ясно пятилопастные, реже неясно семилопастные, на молодых побегах иногда трёхлопастные, при основании широко-сердцевидные или усечённые, конечные листья иногда с глубоким и узкосердцевидным основанием. Лопасти широкотреугольные, одинаковой длины и ширины или в длину больше, чем в ширину, с одним-тремя, реже большим числом, коротких острых зубцов или цельнокрайные, разделенные широкими острыми или тупыми выемками, не достигающими середины пластинки, но более глубокими, чем у западного платана. Прилистники средней величины.
Плодовые головки диаметром около 3 см, щетинистые, обычно по две, редко одиночные или по три.
Семянки опушённые, с широко-конической голой верхушкой и долго сохраняющимся столбиком.

## Таксономия
Вид Платан кленолистный входит в род Платан (Platanus) семейства Платановые (Platanaceae) порядка Протеецветные (Proteales).
|  |                                      |  |                                                             |                                                             |                      |  | ещё одно семейство, Лотосовые (согласно Системе APG II) |  |  |                   |                         |
|  |                                      |  |                                                             |                                                             |                      |  |                                                         |  |  |                   |                         |
|  |                                      |  |                                                             | порядок Протеецветные                                       |                      |  |                                                         |  |  |                   | вид Платан кленолистный |
|  |                                      |  |                                                             | порядок Протеецветные                                       |                      |  |                                                         |  |  |                   | вид Платан кленолистный |
|  | отдел Цветковые, или Покрытосеменные |  |                                                             |                                                             | семейство Платановые |  | род Платан                                              |  |  |                   |                         |
|  | отдел Цветковые, или Покрытосеменные |  |                                                             |                                                             |                      |  | род Платан                                              |  |  |                   |                         |
|  |                                      |  | ещё 44 порядка цветковых растений (согласно Системе APG II) | ещё 44 порядка цветковых растений (согласно Системе APG II) |                      |  |                                                         |  |  | ещё более 5 видов |                         |
|  |                                      |  |                                                             | ещё 44 порядка цветковых растений (согласно Системе APG II) |                      |  |                                                         |  |  |                   |                         |

### Синонимы
- Platanus ×acerifolia (Aiton) Willd., 1805
- Platanus ×acerifolia var. kelseyana (Jaennicke) C.K.Schneid., 1937
- Platanus ×acerifolia var. pyramidalis (Bolle ex Jankó) Bean, 1914
- Platanus ×acerifolia var. suttneri (Jaennicke) C.K.Schneid., 1937
- Platanus ×cantabrigensis A.Henry, 1919
- Platanus ×cuneata Willd., 1805
- Platanus ×hybrida Brot., 1805
- Platanus occidentalis var. kelseyana Jaennicke, 1899
- Platanus occidentalis var. pyramidalis (Bolle ex Jankó) Jaennicke, 1899
- Platanus occidentalis var. suttneri Jaennicke, 1899
- Platanus orientalis f. pyramidalis Bolle ex Jankó, 1890
- Platanus orientalis var. acerifolia Aiton, 1789
- Platanus orientalis var. cuneata (Willd.) Loudon, 1838
- Platanus orientalis var. pyramidata Wesm., 1968
- Platanus orientalis var. variegata Wesm., 1968
- Platanus ×parviloba A.Henry, 1919
- Platanus ×vulgaris Spach, 1841, nom. illeg.